# Ferrovia Iwate Galaxy
La Ferrovia Iwate Galaxy (いわて銀河鉄道?, Iwate Ginga Tetsudō) è un operatore ferroviario del terzo settore con sede nella città di Morioka, nella prefettura di Iwate.
Al 31 marzo 2019 erano coinvolte nell’IGR le seguenti autorità locali: Prefettura di Iwate (54,1%) e le città di Morioka (15,8%), Ninohe (4,7%), Iwate (4,5%), Ichinohe (4,0%) e Takizawa (3,5%). Il resto è andato ad aziende e privati.

## Storia
In occasione del prolungamento della linea Tōhoku Shinkansen tra Morioka e Hachinohe, la JR East voleva separarsi dal trasporto locale sul tratto parallelo della linea principale Tōhoku per concentrarsi interamente sul trasporto a lunga percorrenza. Il Ministero dei Trasporti e le prefetture interessate di Iwate e Aomori hanno concordato che il trasporto locale sarebbe dovuto essere trasferito a due nuove compagnie ferroviarie di proprietà regionale. Il 25 maggio 2001 è stata fondata la Ferrovia Iwate Galaxy per la sezione tra Morioka e il confine prefettizio vicino a Metoki. Il nome della nuova società è stato ispirato dal romanzo del 1934 Una notte sul treno della Via Lattea dell'autore Kenji Miyazawa, nato nella prefettura di Iwate. La compagnia ferroviaria ha iniziato le operazioni il 1 dicembre 2002, contemporaneamente alla messa in funzione della sezione dello shinkansen.

## Linee ferroviarie
L'azienda gestisce un'unica linea.
- Linea Iwate Galaxy (いわて銀河鉄道線?): Morioka - Metoki (82 km, 18 stazioni)

A Metoki, al confine con la prefettura di Aomori, si fonde con la linea ferroviaria Aoimori della Ferrovia Aoimori, che conduce via Hachinohe ad Aomori. Entrambe le linee ferroviarie un tempo costituivano la parte più settentrionale della linea principale Tōhoku della JR East.

## Materiale rotabile
Vengono utilizzate quattordici automotrici elettriche della serie IGR7000, accoppiate tra loro per formare sette treni da due carrozze ciascuna. Di queste, tre treni di sei carrozze sono stati prodotti ex novo quando l'IGR ha iniziato a operare. Le restanti carrozze sono state rilevate dall'IGR da JR East, dove appartenevano alla serie 701 identica. Tutte le carrozze sono dipinte con strisce blu scuro e gialle che rappresentano il cielo notturno della prefettura di Iwate.

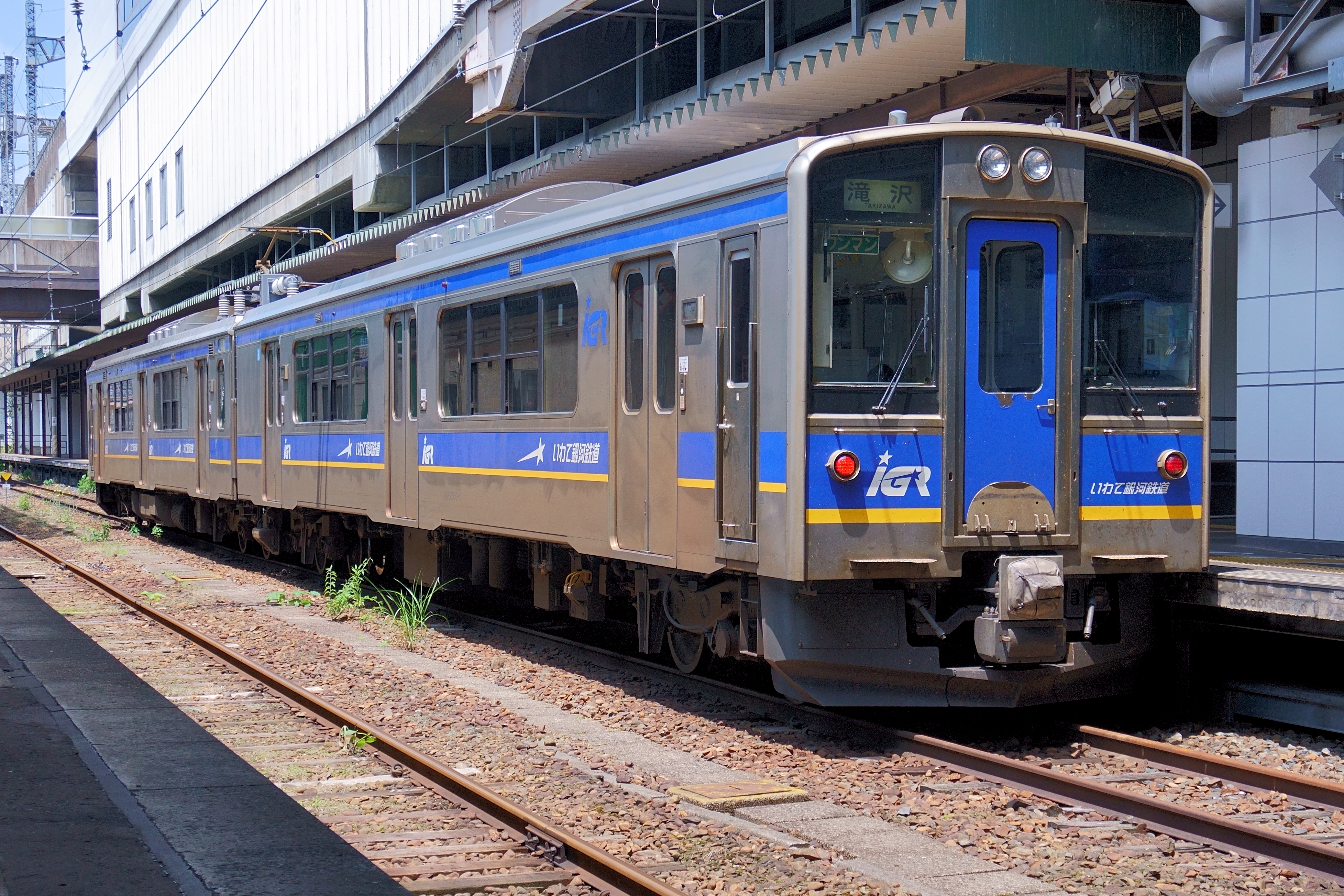
Serie IGR7000
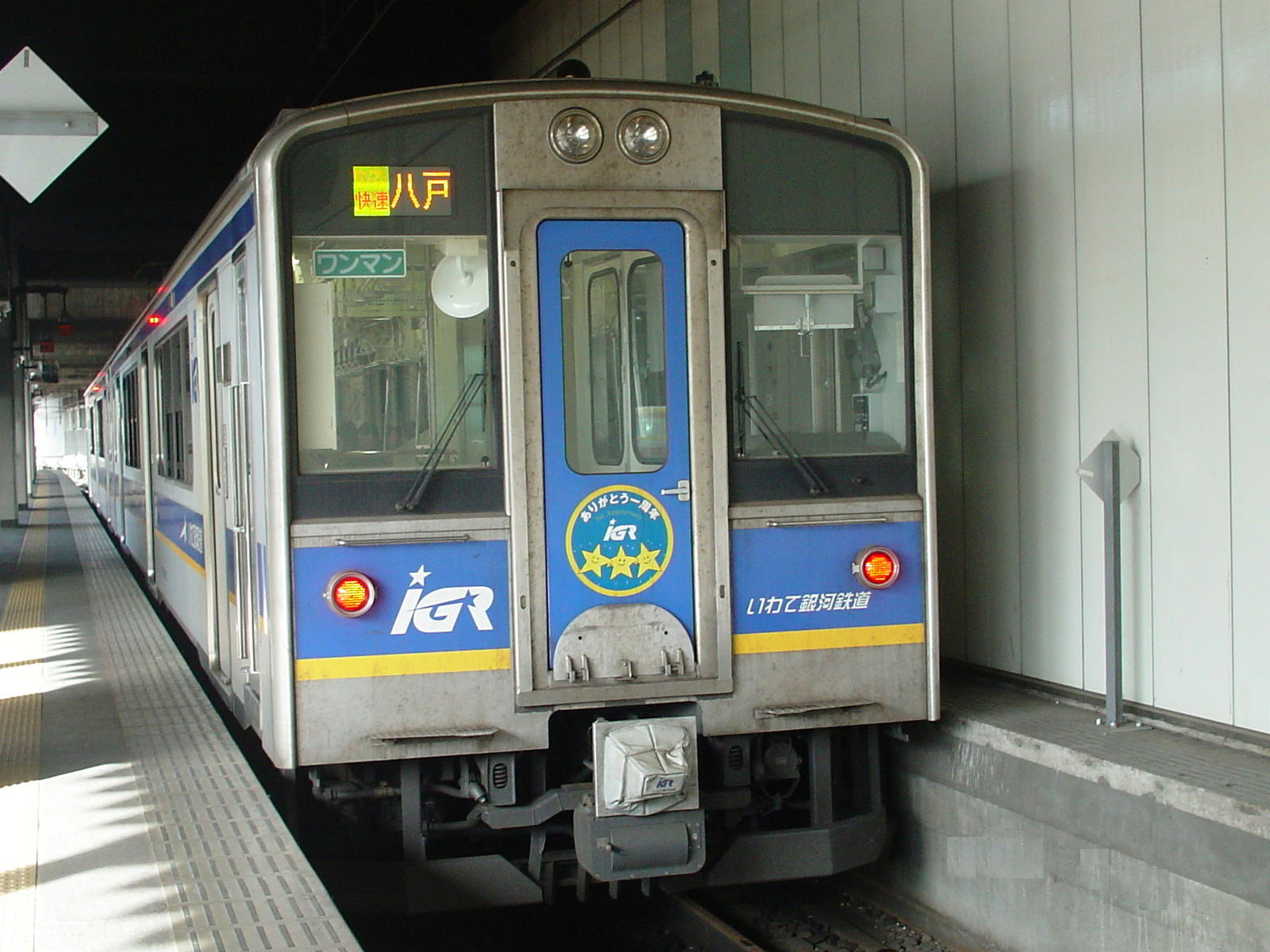
Veicolo commemorativo del 1º anniversario

- Serie IGR7000
- Veicolo commemorativo del 1º anniversario